# Камешки (Костромская область)
Камешки — деревня в Буйском районе Костромской области. Входит в состав Центрального сельского поселения. Имеет дачный характер.

## География
Находится в западной части Костромской области на расстоянии приблизительно 14 км на юго-восток по прямой от районного центра города Буй на юго-восток от села Борок.

## Население
Постоянное население составляло 1 человек в 2002 году (русские 100 %), 0 в 2022.